# Shotta Flow 2
Shotta Flow 2 è un singolo del rapper statunitense NLE Choppa, pubblicato il 16 febbraio 2019.

## Video musicale
Il video musicale è stato pubblicato il 15 febbraio 2019, un giorno prima della pubblicazione del brano come singolo. Diretto da FtyStudios1, presenta NLE Choppa che balla all'interno di una casa assieme ad un gruppo di amici. Il video ha raggiunto le due milioni di visualizzazioni in una settimana.

## Tracce
Testi di Bryson Potts, musiche di Khroam.
1. Shotta Flow 2 – 2:13